# Ekmania
Ekmania là một chi thực vật có hoa trong họ Cúc (Asteraceae).

## Loài
Chi Ekmania gồm các loài: